# Simon Wakefield

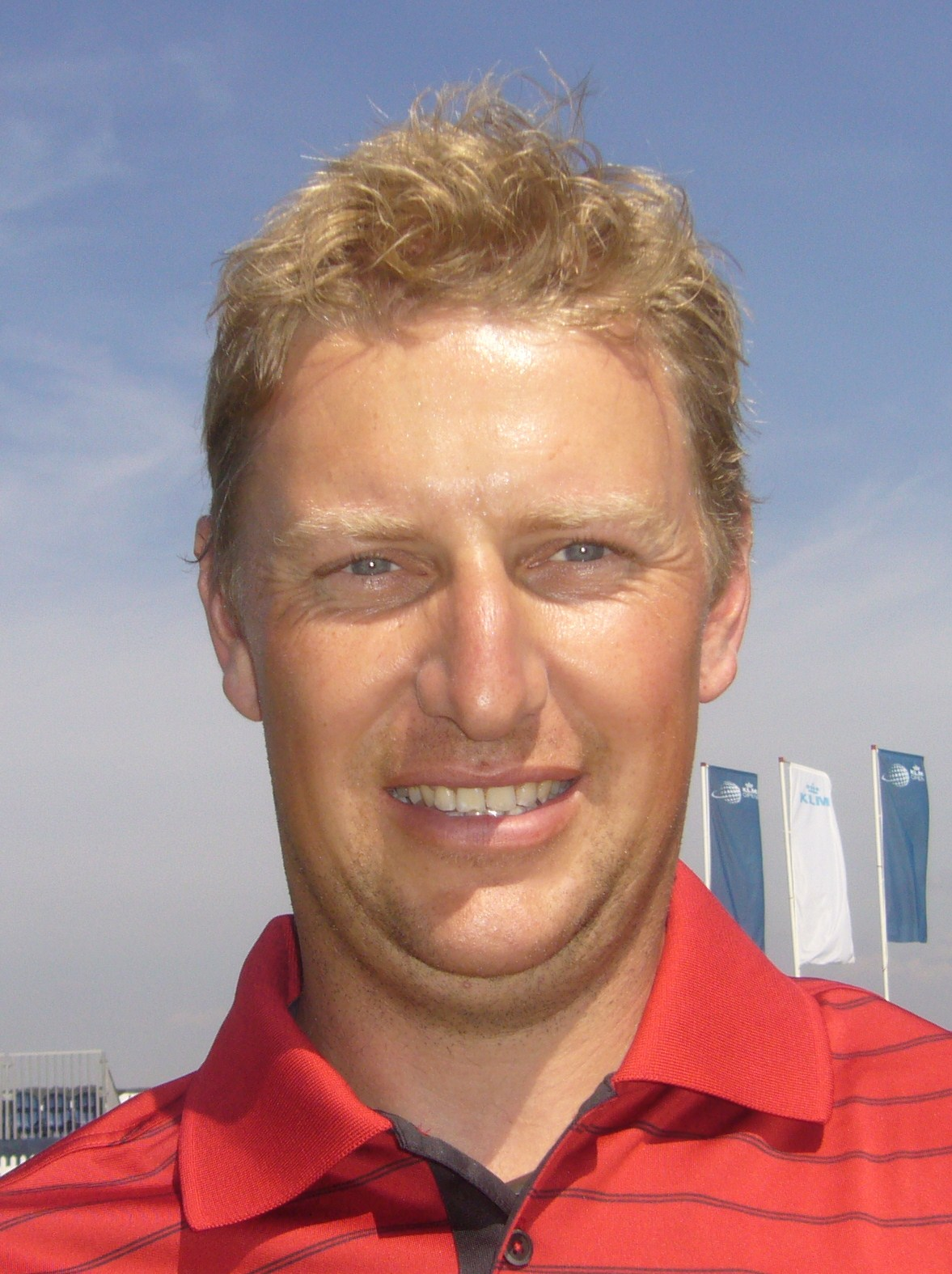
KLM Open 2009.

Simon Wakefield (Newcastle-under-Lyme, 14 april 1974) is een professioneel golfer uit Engeland. Hij begon pas met golf op vijftienjarige leeftijd. 

## Amateur
Toen Simon 17 jaar was speelde hij scratch.

### Gewonnen
- 1996: Tillman Trophy

## Professional
Wakefield werd in 1997 professional en ging verschillende keren naar de Tourschool om toegang tot de Challenge Tour (CT) te krijgen. Daar speelde hij vanaf 1998 totdat hij in 2002 als nummer 9 op de ranglijst van de Challenge Tour eindigde en automatisch naar de Europese Tour (ET) promoveerde.
Op de Europese Tour verloor hij zijn kaart tot 2004, maar op de Tourschool eindigde hij op de 2de plaats en kreeg hij hem terug. In de periode 2005-2008 bleef hij in de top 100. In 2009 dreigde hij zijn kaart te verliezen, in 2010 verloor hij hem. Vervolgens won hij de Tourschool in december 2010.

### Gewonnen
- 2002: Tessali Open del Sud (CT)
- 2005: Dimension Data Pro-Am (Zuid-Afrika)
- 2010: Tourschool (-21)

Baanrecord
- 63 voor de 4de ronde van het Madeira Island Open 2011 ondanks een bogey op hole 17 en een double-bogey op hole 18.